# Конвой «Вевак № 8»
Конвой «Вевак № 8» — японський конвой часів Другої світової війни, проведення якого відбувалось у вересні 1943-го.
Пунктом призначення конвою був Вевак на північному узбережжі Нової Гвінеї, де розміщувався головний японський гарнізон на цьому острові. Вихідним пунктом став Палау — важливий транспортний хаб на заході Каролінських островів.
До складу конвою, який вийшов з порту 2 вересня 1943-го, увійшли транспорти «Тенкай-Мару» та «Сінсей-Мару» (Shinsei Maru), тоді як охорону забезпечував мисливець за підводними човнами CH-33.
5 вересня конвой перехопив американський підводний човен USS Swordfish, який випустив по «Тенкай-Мару» чотири торпеди та досягнув одного влучання. Судно, що перевозило вантаж амуніції, пального та автомобілів, загорілось і за годину затонуло, загинуло 3 члени екіпажу та 3 військовослужбовці, що перебували на борту. CH-33 скинув 10 глибинних бомб, проте не досягнув успіху.
7 вересня конвой прибув до Веваку, а 13 вересня повернувся на Палау.